# Зайкин, Алексей Данилович
Алексей Данилович Зайкин (30 марта 1924, Зашево, Данковский район, Рязанская область — 7 декабря 2002, Москва) — юрист, специалист по советскому правовому регулированию заработной платы и проблемам пенсионного обеспечения; выпускник Московского юридического института (1950); доктор юридических наук (1974), профессор и заведующий кафедрой трудового права на юридическом факультете МГУ (1976); заслуженный юрист РФ (1984). Был награждён орденами Отечественной войны I (1985) и II степени (1947).

## Биография
Алексей Зайкин родился 30 марта 1924 года в деревне Зашево Рязанской области; во время Второй мировой войны, в 1940 году, он поступил во 2-ю Московскую специальную артиллерийскую школу, в которой получил «разностороннее образование», включая курсы иностранных языков. После получения среднего образования он был направлен в Сумское артиллерийское училище, стал курсантом. В декабре 1944 года был отправлен в действующую армию: в РККА он занял должность командира огневого взвода; воевал в частях 1-го Белорусского фронта, с которым принимал участие в боях на территории Польши. 18 апреля 1945 года, уже на подступах к Берлину, он был тяжело ранен и лишился одной из ног. За военные заслуги был награждён орденами и медалями: включая ордена Отечественной войны (I и II степени), и медали «За победу над Германией» и «За оборону Москвы».
В период с 1946 по 1950 год Зайкин являлся студентом Московского юридического института; после получения высшего образования он поступил в аспирантуру. В 1953 году окончил её и защитил кандидатскую диссертацию по теме «Системы заработной платы в промышленности по советскому трудовому праву» — стал кандидатом юридических наук. Затем он стал преподавателем на кафедре трудового права института. Уже в 1954 году, в связи с объединением института и юридического факультета МГУ имени Ломоносова, начал преподавать на кафедре трудового права МГУ.
12 марта 1974 года Зайкин стал исполняющим обязанности заведующего кафедрой — в связи со смертью профессора Николая Александрова. В 1976 году Алексей Зайкин стал доктором юридических наук — он успешно защитил докторскую диссертацию на тему «Правоотношения в пенсионном обеспечении в СССР». В период с 1976 по декабрь 2002 года, сначала в СССР, а затем в России, он занимал пост заведующего кафедрой трудового права.
В период с 1955 по 1962 год Алексей Зайкин состоял председателем объединённого профсоюзного комитета Московского университета и членом комиссии Всесоюзного центрального совета профессиональных союзов (ВЦСПС) по правовым вопросам; кроме того, он являлся председателем общественного совета по контролю за соблюдением трудового законодательства при МГСПС и входил в состав научно-консультационного совета при юридическом отделе ВЦСПС.
В советское время Зайкин участвовал в законопроектной работе: так в 1970 году он работал в составе группы юридического отдела при президиуме Верховного Совета СССР, где принимал участие в разработке основ законодательства о труде как всего СССР, так и отдельных союзных республик. Являлся научным руководителем кандидатской диссертации профессора Александра Куренного. За свою научно-педагогическую и общественную работу Зайкин был награждён в 1961 году орденом «Знак почета»; в 1980 году он получил орден Дружбы народов. В 1984 году стал Заслуженным юристом РСФСР; скончался 7 декабря 2002 года в Москве.

## Работы
Зайкин являлся автором и соавтором более 120 научных работ; активно занимался обобщением практики профсоюзных и судебных органов СССР.
- «Трудовые права молодёжи» (соавт., 1977)
- «Участие трудовых коллективов в управлении производством» (соавт., 1980)
- «Российское трудовое право» (соавт., 1999)
- «Основы трудового законодательства СССР» (соавт., 1978)
- «Советское право социального обеспечения» (соавт., 1982)
- «Трудовой договор. Контракт» (1995)
- «Практикум по российскому трудовому праву» (соавт., 1999)
- «Экономико-правовое регулирование труда и заработной платы» (соавт., 1999)